# Cereșka, Kărdjali
Cereșka (în bulgară Черешка) este un sat în comuna Djebel, regiunea Kărdjali,  Bulgaria. 

## Demografie
Componența etnică a satului Cereșka
     Turci (94,73%)
     Nicio identificare (5,26%)
     Altele (0%)
La recensământul din 2011, populația satului Cereșka era de 19 locuitori. Din punct de vedere etnic, majoritatea locuitorilor (94,73%) erau turci. Pentru 5,26% din locuitori nu este cunoscută apartenența etnică.